# El Carche
El Carche (em valenciano El Carxe) é uma serra pertencente aos municípios murcianos de Abanilla, Jumilla e Yecla, no sudeste da Espanha. É catalogado  parque regional e compreende três núcleos populacionais na periferia de Raspay, Alberquilla e Carche, com 182 habitantes (2005). Sua altitude máxima é de 1.371 metros (Pico da Madama).

Localização de El Carche na Região de Múrcia

Também dá nome a uma zona estendida entre os municípios murcianos de Yecla, Jumilla e Abanilla na que se encontram populações onde uma parte da população parla valenciano, o que tem origem na chegada de umas dezenas de famílias da adjacente província de Alicante em finais do século XIX e princípios do século XX. Tem 697 habitantes domiciliados (INE 2006). Também é o nome da pedania maior (em extensão) das supraditas populações.

## Núcleos populacionais
Os principais núcleos populacionais da zona de El Carche e população recenseada segundo dados do INE de 2006 são os seguintes:.
- No município de Jumilla:
  - Torre del Rico, 83 habitantes.
  - El Carche, 49 habitantes.
  - Cañada del Trigo, 162 habitantes
- No município de Yecla
  - Raspay, 128 habitantes.
- No município de Abanilla:
  - Cañada de la Leña, 138 habitantes.

O restante de pedanias da zona de El Carche definida por Manuel Sanchis como valenciano-falante tinham 164 habitantes (INE 2006).

## História
Após a expulsão dos mouriscos no século XVII, grande parte dos extensos termos municipais de Yecla e Jumilla, bem como de Abanilla, permaneceram despovoados. Estas terras foram dedicadas ao pastoreio na década de 1878-1887. Depois foram exploradas agricolamente. Desde então foram objeto de uma intensa imigração de lavradores valencianos provenientes dos vales do Vinalopó que levaram ali a sua língua.
Estes povoadores estabeleceram-se nas planícies que formam as cabeceiras das ramblas de Abanilla e da Raja, e em alguns casos —Carrascalejo, Los Pinillos— também mais a norte, até tocar quase Yecla, e sempre em torno à serra de El Carche, que dou nome à comarca. Fundaram-se uma vintena de vilas e lugares que nunca conseguiram uma independência administrativa dos municípios de Yecla e Jumilla —pedanias de La Arbequilla, La Raja, Torre del Rico, Cañada del Trigo e La Zarza— e de Abanilla —pedania de Los Gabrieles, Cañada de la Leña e de Casa de la Umbria de la Zarza.

## Demografia
A população da comarca de El Carche, que em 1950 era de cerca de 3.000 habitantes, apenas ultrapassa atualmente o meio milhar (697 habitantes segundo INE 2006), por causa da forte emigração provocada sobretudo pela crise da agricultura. Em algumas pedanias, especialmente nas de povoamento disseminado, já não vive quase ninguém permanentemente. A maioria dos habitantes, embora seguem domiciliados nas pedanias de El Carche, vivem nas povoações de Yecla e Jumilla ou na povoação valenciana de Pinoso (Alicante), deslocando-se somente para as tarefas agrícolas. Ainda com a cifra populacional domiciliada, pode ser considerado um território praticamente despovoado (apenas 2,25 hab/km²).